# Kasimowka (Kraj Permski)
Kasimowka (ros. Касимовка) – osiedle w Rosji, w Kraju Permskim, w rejonie gajńskim. W 2021 liczyło 418 mieszkańców.